# 엉클 드류
엉클 드류(Uncle Drew)는 미국에서 제작된 찰스 스톤 3세 감독의 2018년 코미디 영화이다. 카이리 어빙 등이 주연으로 출연하였다.

## 출연

### 주연
- 카이리 어빙

### 조연
- 닉 크롤
- 릴렐 호워리
- 샤킬 오닐
- 에리카 애쉬

## 제작진
- 공동프로듀서: 제이 론지노